# Кирил Попбожилов
Кирил Николов Попбожилов е български военен деец, генерал-майор, началник-щаб на 2-ра армия (1940 – 1943) и командир на 2-ра пехотна тракийска дивизия (1943 – 1944) през Втората световна война (1941 – 1945).

## Биография
Кирил Попбожилов е роден е на 23 януари 1896 г. в Самоков. През 1916 година завършва Военното на Негово Величество училище и на 5 октомври е произведен в чин подпоручик. През 1930 година завършва Военната академия.

## Първата световна война (1915 – 1918)
По време на Първата световна война (1915 – 1918) е взводен командир в22-ри пехотен тракийски полк, за която служба е награден с военен орден „За храброст“, IV ст., 2 кл. със заповед № 355/1921 г. от Министерството на войната с мотиви за награждаване: за отличия и заслуги през втория период на войната. На 30 май 1918 г. е произведен в чин поручик.
След войната служи в 37-а пехотна пиринска дружина. На 30 януари 1923 г. е произведен в чин капитан. През 1927 г. е назначен на служба в 1-ви пехотен софийски полк, а по-късно същата година е назначен на служба към жандармерията. От 1929 г. е слушател във Военната академия, която завършва през 1930 г. и същата година е назначен на служба в щаба на армията. През 1931 г. е назначен за началник на секция в Инженерната инспекция, след което от 1932 г. е инспектор на класовете в ШЗО, като по-късно същата година е назначен за командир на отделение в 5-и дивизионен артилерийски полк. През 1933 г. е произведен в чин майор и същата година е назначен за командир на отделение в 3-ти армейски артилерийски полк, като по-късно същата година е назначен за началник на секция в Щаба на армията, а по-късно същата година е назначен за за командир на отделение 3-ти дивизионен артилерийски полк
В началото на 1934 г. майор Попбожилов е назначен за началник на секция в Щаба на армията, от началото на следващата година е военен аташе в Анкара, на 6 май 1936 г. е произведен в чин подполковник, а от началото на 1938 г. е временен началник-щаб на 2-ра пехотна тракийска дивизия. От началото на 1939 г. е началник на отделение в Щаба на войската, след което от 1940 г. началник-щаб на 2-ра армия и на 6 май 1940 г. е произведен в чин полковник.

## Втора световна война (1941 – 1945)
По време на Втората световна война (1941 – 1945) полковник Попбожилов е началник-щаб на 2-ра (1940 – 1943) и командир на 2-ра пехотна тракийска дивизия. В края на 1943 година щабът на дивизията се завръща от прикриващият фронт и се установява в Пловдив. Там поема борбата срещу партизаните в поверената му 2-ра дивизионна област. На 6 май 1944 година е произведен чин генерал-майор. Уволнен е от служба на 13 септември 1944 г. официално „по навършване на 25-годишна служба“, но реално с тази заповед, както и със заповедта от 14 септември е направена първата чистка на т.нар. „реакционни елементи от армията“. Осъден от т.нар. „Народен съд“ и на 23 февруари 1945 г. е разстрелян на Пловдивските гробища.
Кирил Попбожилов е женен и има 2 деца.

## Военни звания
- Подпоручик (5 май 1916)
- Поручик (30 май 1918)
- Капитан (30 януари 1923)
- Майор (1933)
- Подполковник (6 май 1936)
- Полковник (6 май 1940)
- Генерал-майор (6 май 1944)